# Alcol furfurilico
L'alcool furfurilico (noto anche con il nome di 2-furilmetanolo o 2-furancarbinolo) è un alcool contenente un anello furanico recante con un gruppo idrossimetilico.
A temperatura ambiente è un liquido chiaro color ambra. Forma miscele instabili con acqua. È stato usato come propellente ipergolico per i razzi.

## Sintesi
L'alcool furfurilico è prodotto industrialmente mediante idrogenazione del furfurale, che è tipicamente prodotto da biomassa di scarto come pannocchie o bagasse di canna da zucchero. Come tale può essere considerato un prodotto chimico verde.

## Reazioni
Subisce molte reazioni tra cui addizioni di Diels-Alder ad alcheni e alchini elettrofili. L'idrossimetilazione dà l'1,5-bis(idrossimetil)furano. L'idrolisi fornisce acido levulinico. Dopo il trattamento con acidi, calore e/o catalizzatori, l'alcool furfurilico può essere fatto polimerizzare in una resina. L'idrogenazione dell'alcool furfurilico può procedere alla somministrazione di derivati idrossimetilici di tetraidrofurano e 1,5-pentandiolo. È stata inoltre segnalata la reazione di eterificazione dell'alcool furfurilico con un alogenuro alchilico o arilico (ad esempio benzil cloruro) nel sistema trifase liquido-liquido-liquido con l'aiuto di un catalizzatore a trasferimento di fase.

## Applicazioni
L'uso principale dell'alcol furfurilico è come monomero per la sintesi delle resine furaniche. Questi polimeri sono utilizzati in compositi a matrice polimerica termoindurente, cementi, adesivi, rivestimenti e resine da colata/fonderia. La polimerizzazione comporta una policondensazione catalizzata da acidi, che di solito dà un prodotto reticolato nero.

### Usi artigianali
L'alcol furfurilico è stato utilizzato nella missilistica come properellente ipergolico con acido nitrico fumante bianco o rosso come ossidante. L'uso di ipergolici evita la necessità di un accenditore. Alla fine del 2012, Spectra, un motore a razzo a propellente liquido che utilizzava acido nitrico fumante bianco come ossidante per l'alcol furfurilico è stato testato dai Copenhagen Suborbitals.
A causa del suo basso peso molecolare, l'alcol furfurilico può impregnare le cellule del legno, dove può essere polimerizzato e unito al legno mediante calore, radiazione e/o catalizzatori o reagenti aggiuntivi. Il legno trattato maggiore resistenza all'umidità, durezza, decomposizione e alla resistenza agli insetti; i catalizzatori possono includere cloruro di zinco, acido citrico e formico, nonché borati.

## Sicurezza
La dose letale media per l'alcol furfurilico varia da 160 a 400 mg/kg (topo o coniglio, orale).